# Gelis aponius
Gelis aponius là một loài tò vò trong họ Ichneumonidae.